# Louis Forest
Pour les articles homonymes, voir Forest.
Louis Forest, pseudonyme de Louis Nathan, né le 4 mars 1872 à Metz, en Lorraine, et mort le 30 juillet 1933 à Paris, est un journaliste, essayiste, dramaturge, romancier et homme politique français.

## Biographie
Louis Forest effectue ses études à Lunéville et à Nancy avant d’obtenir une licence de droit à Paris. Il décroche en outre un diplôme de l’École des langues orientales.
Au tournant du siècle, il collabore déjà à de nombreuses publications historiques, littéraires et scientifiques, tout en menant une carrière de journaliste-pigiste pour divers journaux, dont L'Illustration et Le Figaro. Devenu rédacteur politique du quotidien parisien Le Matin, il y tient la chronique des Propos d’un Parisien de 1920 à sa mort. En 1926, il fonde L'Animateur des temps nouveaux, un hebdomadaire anti-marxiste et anti-étatiste. Il assume la direction de cette publication jusqu’en 1933.
Représentant de la droite libérale, il s’engage dans tous les débats politiques de son temps, est ouvertement un dreyfusard (il a notamment collaboré aux Droits de l'homme) et compte parmi les personnalités associées à la firme Félix Potin. Dans ses dernières années, il se fait élire au Conseil général de Seine-et-Oise.
Attiré par le théâtre, il signe plusieurs vaudevilles, une adaptation pour la scène du Colonel Chabert d’Honoré de Balzac et une pièce policière intitulée Le commissaire fait son enquête (1933). Il donne également plusieurs essais et quelques romans, notamment On vole des enfants à Paris (1909), un roman policier social qui dénonce les conditions de vie des enfants pauvres dans la capitale française au début du XXe siècle.
Il est inhumé au cimetière ancien de Saint-Germain-en-Laye.

## Œuvre

### Romans
- L'Oubli : Alsace-Lorraine 1877-1899, Paris, Flammarion, 1899 (en collaboration avec Théodore Cahu).
- Vers la paix !, Paris, Flammarion, 1900 (en collaboration avec Théodore Cahu).
- L’Amour et le Naïf, Paris, V. Villerelle, 1900 ; réédition, Paris, La Renaissance du livre, 1921 ; réédition, Paris, Baudinière, coll. « Les Maîtres de la plume », 1927.
- On vole des enfants à Paris, Paris, Tallandier, coll. « Le Livre national », no 17, 1909 ; réédition, Paris, Éditions du Masque, coll. « Le Masque poche », no 2, 2012.

### Recueils de nouvelles
- Contes de la vie saine, Paris, Louis Bellenand et fils, 1931 (en collaboration avec Anne Dulez)
- Ils étaient trois : histoire de 3 jeunes hommes de notre siècle, illustré par Henry Gazan, La Société, 1927

### Théâtre
- Le Colonel Chabert, Paris, Théâtre Antoine, 1903 (d'après le roman d'Honoré de Balzac).
- Amour et Cie, Paris, Librairie théâtrale, 1907.
- La Ceinture de Balbine, Paris, Librairie théâtrale, 1908.
- Le Millième Constat, Paris, Librairie théâtrale, 1908 (avec Henry de Gorsse).
- Par un jour de pluie, Paris, Librairie théâtrale, 1908 ; réédition, Paris, Librairie théâtrale, 1936 ; réédition, Paris, Théâtre Antoine, 1952 (publication posthume)
- Un mariage à Londres, Paris, Librairie théâtrale, 1909.
- Le Procureur Hallers, Paris, L'Illustration, 1914 (d'après le roman de Paul Lindau et en collaboration avec Henry de Gorsse).
- Le commissaire fait son enquête, Paris, Librairie théâtrale, 1933.

### Essais
- La Naturalisation des juifs algériens et l’insurrection de 1871, Paris, Société française d’imprimerie et de librairie, 1897.
- Les Défenseurs de la justice. Affaire Dreyfus, Paris, Stock, 1899.
- Le Guignol lyonnais, Lyon, Legendre, 1903.
- Le Monopole des auteurs et l'avenir de notre art dramatique, Paris, 1904.
- L’Art de faire du café au lait à l’ancienne, Paris, Chauveau, 1913.
- Le Carnet d’un veilleur de jour, Paris, Payot, 1918.
- On peut prévoir l'avenir : comment ? ou la Descartomancie, Paris, Payot, 1918.
- Monseigneur le vin (L’art de boire : préparer, servir, boire), Paris, Établissements Nicolas, 1927.
- France, arme-toi !, Paris, Éditions Maurice d’Hartoy, coll. « Les Problèmes contemporains », 1933.